# Ken Leemans
Pour les articles homonymes, voir Ken et Leemans.
Ken Leemans est un footballeur belge né le 5 janvier 1983 à Vilvorde.

## Palmarès
VVV Venlo
- Eerste divisie (D2)
  - Champion (1) : 2009